# Radio Garden
Radio Garden (кирилицею Ра́діо Ґа́рден) — некомерційний нідерландський цифровий науково-дослідницький проєкт, розроблений з 2013 по 2016 роки Нідерландським інститутом звуку та зображення (під керівництвом Гола Феллмера Університету Мартіна Лютера), Transnational Radio Knowledge Platform та п'ять інших європейських університетів. Ідея полягає в тому, щоб звузити межі з радіо. Він набув популярності в 2016 році, коли перевищив позначку у 8000 зареєстрованих станцій і, як було оголошено на The Radio Conference 2016: Transnational Encounters, став відомим.

## Робота та функціональність
Інтерфейс сайту — тривимірна геолокація, де користувач переміщується по зображенню земної кулі, слухає передачі місцевих радіостанцій, певним чином посилаючись на технологію короткохвильового радіо, на великі відстані, але в даному випадку засоби розповсюдження радіовидання відбувається за допомогою пакетів даних (стриминг). Домашня сторінка під назвою Live дозволяє користувачу досліджувати світ у режимі реального часу, слухаючи, що передають місцеві радіостанції. Для цього необхідно просто обертати глобус. Він також надає інформацію про країну (місто, країна, час).

## Концепція та дизайн
Радіостанції впорядковано за геолокацією та згруповано за містами. Відповідно до спеціалізованих веб-сайтів, дизайн утворений зеленими точками, накладеними на карту, яка збільшується в розмірі в міру збільшення кількості доступних мовників у регіоні. Цю ідею розробили компанії Studio Puckey та Studio Moniker у партнерстві з Нідерландським інститутом звуку та зображення. Радіо доступні в таких місцях, як Алеппо, Гавана, Шрі-Ланка, Лондон, Південна Корея, Нью-Йорк, Лісабон, Київ тощо.
14 березня 2020 року була випущена нова версія з оновленими функціями.

## Блокування Radio Garden
Radio Garden заборонено в Туреччині з січня 2022 року на вимогу RTÜK, який зобув'язував Radio Garden сплатити ліцензійний збір або припинити обслуговування в Туреччині.
У вересні/жовтні 2022 року Radio Garden обмежив слухачам у Великій Британії деякі канали.
У результаті цього обмеження користувачам Великої Британії, які вирішили придбати видалення реклам, було запропоновано відшкодування.